# None So Live
None So Live är det kanadensiska technical death metal-bandet Cryptopsys första livealbum, utgivet i maj 2003 på Century Media Records och i Japan på Victor i augusti samma år.
None So Live är bandets enda album med vokalisten Martin Lacroix, som ersatte avhoppade Mike DiSalvo. Då franskkanadensiske Lacroix engelskkunskaper var bristfälliga kunde han inte bidra till låtskrivandet och lämnade därför bandet kort därpå. Han skulle dock fortsättningsvis komma att bidra med albumkonst till bandet.

## Låtlista
1. "Intro" (instrumental) – 1:55
2. "Crown of Horns" – 3:55
3. "White Worms" – 3:45
4. "We Bleed" – 6:20
5. "Open Face Surgery" – 4:29
6. "Cold Hate, Warm Blood" – 4:19
7. "Phobophile" – 4:40
8. "Shroud" – 4:19
9. "Graves of the Fathers" – 1:58
10. "Drum Solo" (instrumental) – 7:03
11. "Defenestration" – 4:49
12. "Slit Your Guts" – 4:17

## Medverkande
Musiker
- Martin Lacroix – sång
- Jon Levasseur – gitarr
- Alex Auburn – gitarr, bakgrundssång
- Éric Langlois – basgitarr
- Flo Mounier – trummor, bakgrundssång

Produktion
- Kaz Choucri – producent, inspelningstekniker
- Fred LanTeigne – inspelningstekniker
- Pierre Rémillard – mixning
- François Quévillon – albumkonst, design
- Flo Mounier – logotyp
- Mylène Plante – foto